# Grand Southern Electric
Grand Southern Electric é o quarto Album da banda DeWolff lançado em 2014.

## Faixas
| N.º            | Título                                              | Duração |  |
| 1.             | "Stand Up Tall"                                     | 03:54   |  |
| 2.             | "Evil Mothergrabber"                                | 03:36   |  |
| 3.             | "Ride With You"                                     | 03:21   |  |
| 4.             | "Wealthy Friend"                                    | 04:49   |  |
| 5.             | "Satilla No. 3"                                     | 03:34   |  |
| 6.             | "Restless Man"                                      | 04:23   |  |
| 7.             | "Dance Of The Buffalo"                              | 05:07   |  |
| 8.             | "Ripple Faced Thing"                                | 03:11   |  |
| 9.             | "Working Like A Dog"                                | 03:52   |  |
| 10.            | "(Ain’t Nothing Wrong With) A Little Bit Of Loving" | 05:51   |  |
| 11.            | "It's About Time"                                   | 03:25   |  |
| Duração total: | Duração total:                                      | 45:00   |  |

## Créditos
- Pablo van de Poel - guitarra e vocal (2007 - presente)
- Robin Piso - hammond organ e vocal (2007 - presente)
- Luka van de Poel - bateria (2007 - presente)